# لیتل ثرلو
لیتل ثرلو (به انگلیسی: Little Thurlow) یک روستا و محله مدنی در بریتانیا است که در St Edmundsbury واقع شده‌است. لیتل ثرلو ۲۴۹ نفر جمعیت دارد.